# Liparetrus niger
Liparetrus niger är en skalbaggsart som beskrevs av Lea 1917. Liparetrus niger ingår i släktet Liparetrus och familjen Melolonthidae. Inga underarter finns listade i Catalogue of Life.